# Пейн-Гапошкина, Сесилия Хелена
Сесилия Хелена Пейн-Гапошкина (англ. Cecilia Helena Payne-Gaposchkin; 10 мая 1900,
Уэндовер, Англия — 7 декабря 1979, Кембридж, Массачусетс, США) — американский астроном. Член Американского философского общества (1936).

## Биография
Родилась в Уэндовере (Англия), дочь историка Э. Дж. Пэйна, сестра археолога Хэмфри Пэйна. В 1923 году окончила Кембриджский университет, в том же году переехала в США (в Британии было больше преград для женщин в науке) и с тех пор работала в Гарвардском университете в Гарвардской обсерватории. В 1931 году получила гражданство США. Первая женщина, получившая звание профессора и возглавившая кафедру в Гарвардском университете (1956).
Основные труды в области физики звёзд. В книге «Звёздные атмосферы» (1925) впервые рассмотрела физические условия в атмосферах звёзд путём сопоставления наблюдаемых интенсивностей линий в спектрах звёзд разных спектральных классов с интенсивностями, рассчитанными для разных температур на основе теории ионизации и возбуждения атомов, которая незадолго перед этим была разработана М. Саха, А. Фаулером, Э. А. Милном и др. Построила первую шкалу температур, определила химический состав звёздных атмосфер; пришла к выводу, что относительное содержание элементов у большинства звёзд одинаково и не отличается от наблюдаемого на Солнце (ранее считалось, что они состоят преимущественно из железа, она доказала, что их состав — водород и гелий).
В 1934 году вышла замуж за русского эмигранта С. И. Гапошкина. Многие научные работы они выполняли вдвоём. В браке у них было трое детей — Эдвард, Кэтрин и Питер.
Начиная с 1930-х годов, основное место в её работах занимают исследования переменных звёзд, которые она проводила совместно с мужем. Гапошкины организовали в Гарвардской обсерватории изучение переменных по пластинкам гарвардской коллекции, систематизировали этот обширный материал и использовали его для нахождения закономерностей между различными характеристиками переменных многих типов; подробно исследовали все переменные звёзды ярче 10-й звёздной величины, открыли много новых переменных. В течение длительного времени изучали переменные звёзды в Магеллановых Облаках, выполнили более 2 миллионов определений их блеска по гарвардским пластинкам, обнаружили отличия в распределении цефеид по периодам в разных частях Облаков. Пейн-Гапошкина провела сравнение переменных в галактических шаровых скоплениях, Магеллановых Облаках и галактике Андромеды для пересмотра шкалы абсолютных величин и определения поправки к шкале расстояний. Многочисленные работы Пейн-Гапошкиной по изучению переменных подытожены ею в книгах «Переменные звёзды» (совместно с Гапошкиным, 1938), «Переменные звёзды и строение Галактики» (1954), «Галактические новые» (1957).
В честь Пейн-Гапошкиной назван открытый в 1974 году астероид 2039 Пейн-Гапошкин.

## Публикации
- «Stars of High Luminosity» (1930)
- «Variable Stars» (1938)
- «Variable Stars and Galactic Structure» (1954)
- «Introduction to Astronomy» (1956)
- «The Galactic Novae» (1957)
- «Cecilia Payne-Gaposchkin : an autobiography and other recollections» (1984) [ed. Katherine Haramundan]